# Winograd-Kommission
Die Winograd-Kommission ist eine von der israelischen Regierung eingesetzte Untersuchungskommission, die im Rahmen eines Untersuchungsberichts zum Libanonkrieg 2006 die militärischen und politischen Fehler Israels bezüglich des Krieges analysieren und Empfehlungen für kommende Konflikte geben soll. Namensgeber und Vorsitzender der Kommission war Eliahu Winograd, ein ehemaliger Richter des Obersten Gerichts Israels.
Die Winograd-Kommission war der als Auslöser für den Rücktritt des Generalstabschef der israelischen Streitkräfte Dan Chalutz noch bevor der Bericht veröffentlicht wurde. Der Bericht attestiert der israelischen Führung schwerwiegendes Versagen und Schwäche im strategischen Denken. Mehrere Politiker forderten den Rücktritt des Premierministers Ehud Olmert. Der Minister Eitan Kabel, der für die israelische Rundfunkbehörde zuständig war, trat kurz nach Veröffentlichung zurück.

## Geschichte
Nach dem Waffenstillstand des Libanonkrieges von 2006 am 14. August 2006 war in Israel Kritik an der Kriegsführung der israelischen Streitkräfte aufgekommen. Reservisten hatten insbesondere eine mangelnde Vorbereitung der Armee auf einen Konflikt im Norden nach dem Abzug der israelischen Streitkräfte aus dem Libanon im Jahre 2000 und den überstürzten Beginn des Krieges am 12. Juli kritisiert und eine Untersuchung gefordert.  Am 17. September 2006 wurde die Einsetzung der Kommission, der außer Eliahu Winograd die Rechtsprofessorin Ruth Gavison, der Politikwissenschaftler Jehezkel Dror und die ehemaligen Generäle Menachem Einan und Chaim Nadel angehören, vom israelischen Kabinett beschlossen. Die fünf Mitglieder der Kommission, die durch Premierminister Ehud Olmert erst infolge großen innenpolitischen Druckes eingesetzt wurde, hielten ihre erste Sitzung am 18. September 2006 ab; am 2. Dezember 2006 wurden die ersten Zeugen gehört. Am 6. Februar 2007 war die Knessetabgeordnete Zehava Galon (Meretz) vor dem Obersten Gericht Israels mit ihrem Antrag gescheitert, die Kommission müsse ihre Anhörungen und Sitzungen öffentlich abhalten. Am 13. März 2007 kündigte die Kommission an, in der zweiten Aprilhälfte einen vorläufigen Bericht zu veröffentlichen, der Empfehlungen geben sollte bezüglich Premierminister Ehud Olmert, Verteidigungsminister Amir Peretz sowie Dan Chalutz, dem Generalstabschef der israelischen Streitkräfte während des Krieges. Am 30. April 2007 wurde dieser vorläufige Bericht veröffentlicht, die endgültige Version erschien am 30. Januar 2008.

## Autorisation und Befugnisse
Die Kommission beschäftigte sich mit den Kriegsereignissen des Konfliktes zwischen Israel und dem Libanon ab dem 12. Juli 2006 auf der Grundlage des Artikels 8a des Gesetzes zur Regierung aus dem Jahr 2001, um aus diesen Ereignissen Schlussfolgerungen zu ziehen und für die Zukunft Empfehlungen auszusprechen. Der Auftrag der Kommission lautete wie folgt:
Das politische System:
Die Kommission wird das Vorgehen der politischen Führung hinsichtlich der Kampagne im Norden von einem politischen, militärischen und zivilen Standpunkt aus untersuchen und Ergebnisse und Schlussfolgerungen beschließen.

Die Kommission wird außerdem den Grad der Bereitschaft und Vorbereitung der politischen Führung in Bezug auf die Kämpfe mit der Hisbollah und die entstandenen Bedrohungsszenarien durch die Stationierung der Hisbollah entlang der Nordgrenze untersuchen, wenn die Kommission dies für notwendig erachtet.

Der Sicherheitsapparat:
Die Kommission wird die Bereitschaft und das Management der Sicherheitsapparate bezüglich der Kampagne im Norden in folgenden Bereichen untersuchen und Ergebnisse und Schlussfolgerungen beschließen:

- Bereitschaft und Vorbereitung des Sicherheitsapparates angesichts der vom Libanon ausgehenden Bedrohung, einschließlich der Bereitschaft der Nachrichtendienste, des Truppenaufbaus und der Vorbereitung hinsichtlich verschiedener Bedrohungsszenarien.

- Handhabung der Kämpfe, die Führung der Truppen einschließlich der Zivilverteidigung, sowie das Nachschub- und Logistik-System während der Kämpfe inklusive des Entscheidungsprozesses von der Entführung der Soldaten am 12. Juli bis hin zum Beginn der Waffenruhe am 14. August 2006.

## Ergebnisse

### Vorläufiger Bericht
Die Winograd-Kommission kam zu dem Ergebnis, dass der Krieg im Sommer 2006 ohne klaren Plan begonnen worden sei und dass es bei den Entscheidungen eine „Schwäche im strategischen Denken“ gegeben habe. Den Mitgliedern des israelischen Kabinetts sei ein verschwommenes Bild der Lage präsentiert worden, um die Zustimmung für einen Kriegsbeginn zu erhalten. Es sei nicht bedacht worden, dass die Erfolgschancen gering waren, und man habe dem mit dem Krieg zusammenhängenden Raketenbeschuss Israels nicht genügend Bedeutung beigemessen.
Premierminister Ehud Olmert wurde für schwere Fehler verantwortlich gemacht, und es wurde ihm „schwerwiegendes Versagen“ vorgeworfen. Der vorläufige Report konstatierte, dass Olmerts Entscheidung, den Krieg zu beginnen, falsch und übereilt gewesen sei. Er habe nicht selber die Zielrichtung vorgegeben, sondern sei vielmehr von der Armeeführung dazu verleitet worden. Er habe nicht nach alternativen Plänen seitens der Armee gefragt und sei nicht in der Lage gewesen, zielgerichtete Kritik an den vorgelegten Plänen zu üben.
Dan Chalutz wurde vorgeworfen, der Bedeutung der von der Hisbollah auf israelisches Gebiet abgeschossenen Katjuscha-Raketen nicht ausreichend Beachtung geschenkt zu haben. Er habe das Kabinett gezwungen, seine Entscheidungen zu akzeptieren, ohne ausreichende Alternativen zu den von ihm vorgelegten Plänen zu präsentieren. Darüber hinaus habe er kritische Stimmen aus der Armee daran gehindert, alternative Meinungen bezüglich der militärischen Pläne zu veröffentlichen.
Amir Peretz wurde vorgeworfen, weder über genügend Erfahrung und Verständnis in seinem Ressort noch über den seiner Position entsprechenden Einfluss zu verfügen. Die Kritik konzentriert sich darauf, dass er das Amt des Verteidigungsministers annahm, ohne über einen entsprechenden Hintergrund in sicherheitsrelevanten Bereichen zu verfügen. Auch nach der Annahme des Amtes habe er nicht versucht, diese mangelnde Erfahrung durch Hinzulernen zu kompensieren, er habe während des Krieges nicht die richtigen Experten zur Beratung hinzugezogen.
Winograd betonte, es gebe noch „viele Andere, die Verantwortung für die Fehler tragen“. Trotz der Schwere der Vorwürfe enthielt der vorläufige Report keine Empfehlungen hinsichtlich der politischen Zukunft der genannten Regierungsmitglieder, sondern zielte vielmehr darauf ab, eine öffentliche Diskussion hervorzurufen.

### Reaktionen auf Veröffentlichung des Berichts
Unter den Eindrücken des Berichts trat der Minister ohne Geschäftsbereich Eitan Kabel, der für die israelische Rundfunkbehörde verantwortlich war, am 1. Mai 2007 von seinem Amt zurück und forderte Olmert auf, ebenfalls zurückzutreten. Am 3. Mai kam es in Tel Aviv zu einer Demonstration mit etwa 150.000 Teilnehmern, auf welcher der Rücktritt von Olmert und Peretz gefordert wurde. Weitere drei Tage später, am 6. Mai, kündigte der Verteidigungsminister Amir Peretz an, ab Ende des Monats von seinem Amt zurückzutreten.

### Endgültiger Bericht
Am 30. Januar 2008 legte die Kommission dann die abschließende Fassung ihrer Untersuchung vor.